# Зъбна плака
Зъбната плака, наричана още зъбен налеп е много тънка, пихтиеста ципа, която покрива зъбите през по-голямата част от денонощието. Състои се основно от микроорганизми. Освен тях, в състава на плаката влизат: олющени епителни клетки от устната лигавица, слюнка, сиалозахариди и др. В началото микроорганизмите в плаката са предимно нормални аеробни обитатели на устата, но впоследствие, когато кислорода започне да се изчерпва, и киселинността да се увеличава, се развъждат патогенни анаеробни микроорганизми. Заедно с това се увеличава и дебелината на плаката.
Зъбната плака не може да се види с просто око. Зъболекарите разполагат със специални багрила, с които могат да я оцветят.
Зъбната плака е много вредна за здравето на зъбите и устата.
Ако зъбната плака не бъде периодично отстранявана, тя минерализира под действие на минералите в слюнката и се превръща в зъбен камък, който допълнително развъжда токсични бактериални продукти, увреждащи венците. Друга последица от нередовното почистване на зъбната плака са зъбните кариеси. Но много често зъбната плака става причина за далеч по-тежки и неприятни болести на зъбите и устата.

## Откриване на зъбната плака
Препоръчително е посещение и професионална медицинска консултация със стоматолог. За откриването на зъбна плака се използва също и т.нар. детектор на зъбна плака.

## Почистване на зъбната плака
Основните условия за успешно премахване на зъбната плака са:
- редовно миене на зъбите, поне през 12 часа;
- старателно измиване на зъбите:
  - всяко миене трябва да продължава не по-малко от 5 минути;
  - с четката трябва старателно да се изтриват всички достъпни повърхности на зъбите, включително дъвкателната и задната им повърхност, а не само предната;
- използване на четка с твърд косъм (но не при чувствителни зъби или заболявания на венците);
- редовна подмяна на четката за зъби (поне през три месеца);
- редовно почистване на междузъбните пространства с конец за почистване на зъби.

Внимание!!! Някои реклами съобщават, че представената паста за зъби напълно премахва зъбната плака. Тези твърдения не са абсолютно верни. Премахването на зъбната плака зависи основно от честотата и старанието, с които се почистват зъбите. Редовното, старателно изтриване на зъбите с четка успешно премахва зъбната плака, дори когато не се използва паста. Докато простото изплакване на устата с паста за зъби, без да се използва четка, слабо повлиява зъбната плака.
Стоматолозите са едни от най-добре информираните специалисти, които могат да предоставят експертна информация относно свойствата и качествата на различните четки и пасти за зъби.